# Hallå?
Hallå? är ett album utgivet av Doktor Kosmos 2008. Första singel från skivan var Doktor Kosmos lägger upp en mediestrategi.

## Låtlista
| Nr           | Titel                                                                                    | Längd |
| ------------ | ---------------------------------------------------------------------------------------- | ----- |
| 1.           | Doktor Kosmos spelar på Pepsifestivalen                                                  | 3:01  |
| 2.           | Doktor Kosmos lägger upp en mediestrategi                                                | 3:45  |
| 3.           | Doktor Kosmos släpper en skiva                                                           | 3:42  |
| 4.           | Doktor Kosmos gör en låt                                                                 | 1:44  |
| 5.           | Doktor Kosmos spelar på Ung Vänsters sommarläger                                         | 4:35  |
| 6.           | Doktor Kosmos spelar på Tensta torg                                                      | 5:02  |
| 7.           | Doktor Kosmos är på släppfest för P.F. Commandos nya skiva "Manipulerade Mongon" i Gävle | 2:09  |
| 8.           | Doktor Kosmos är på fest hos Micke Lundgrens tjej                                        | 2:36  |
| 9.           | Doktor Kosmos skriver ett öppet brev till sina fans                                      | 2:40  |
| 10.          | Doktor Kosmos har bandmöte                                                               | 4:41  |
| Total längd: | Total längd:                                                                             | 34:00 |

## Medverkade
- Uje Brandelius (Doktor Kosmos), keyboard och sång.[1]
- Martin Aagård (Stålispojken), bas.[1]
- Anders Bennysson, gitarr.[1]
- Lina Selleby (Twiggy Pop), sång.[1]
- Henrik Svensson, trummor.[1]

## Listplaceringar
| Lista (2008) | Topplacering |
| ------------ | ------------ |
| Sverige      | 51           |

### Fotnoter
1. 1 2 3 4 5  ”Doktor Kosmos – Hallå?”. Discogs. 25 februari 2023. https://www.discogs.com/release/1375001-Doktor-Kosmos-Hall%C3%A5. Läst 11 februari 2023.
2. ↑  Placeringar på den svenska albumlistan